# Louis Haché (artiste)
Pour les articles homonymes, voir Louis Haché et Haché.
Louis Haché, né en 1922 à Ixelles (province de Brabant) et mort le 26 août 2013, est un peintre, illustrateur et auteur de bande dessinée réaliste belge.

## Biographie

### Début de carrière
Louis Haché naît en 1922 à Ixelles, une commune bruxelloise,. La carrière de Louis Haché dans la bande dessinée et l'illustration prend son essor dans les années 1940. En 1945, il réalise les illustrations de couverture des premiers numéros d'après-guerre du magazine scout catholique Plein-Jeu sous la houlette du rédacteur en chef Jean-Jacques Schellens. À cette époque, Haché est également membre de La Mine souriante, une association de dessinateurs et artistes fondée en 1928 par Marcel Antoine et présidée plus tard par Horn, que fréquente également André Franquin à qui il présente Jean-Jacques Schellens, également fondateur des Éditions Marabout. Il illustre Perceval, une légende galloise revue par les Bons Pères dès le no 1 de la 22e année en 1950 dans Feu sacré, un hebdomadaire, organe de la Croisade eucharistique et de la Fédération des Cadets.
À la fin de la Seconde Guerre mondiale, il effectue son service militaire en 1946 dans la Royal Air Force en Allemagne. À son retour, il débute comme dessinateur pour un verrier d'art, puis poursuit en tant que graphiste et dessinateur publicitaire jusqu’en 1953. Il travaille notamment pour l’agence Havas, Libmar, et la Sabena.
En 1953, l'artiste devient indépendant, réalisant des illustrations pour divers journaux et magazines de renom, tels que Tintin, Le Patriote Illustré, et La Libre Belgique. Il s’illustre dans la première bande dessinée consacrée à l’histoire de la Belgique, publiée en feuilleton quotidien et ensuite en albums sous le titre L'Aventure des Belges. Il collabore également avec les Éditions du Lombard et l'éditeur parisien IMA, pour qui il dessine les séries Bob Francval et Djinn. Dans le domaine publicitaire, il crée pour des clients prestigieux comme General Motors et contribue à des publications variées, dont le Wismeyer Magazine et le catalogue Fameu.

### DansTintin
Dès 1956, Haché rejoint le journal Tintin où il illustrera des nouvelles et contes sur deux pages, principalement écrits par le scénariste Yves Duval mais également par Cary Page ou encore Jo Pollart. Il réalise également des récits véridiques à vocation didactique donnant une caution pédagogique au journal, à l'instar ce que pratique la concurrence avec Les Belles Histoires de l'Oncle Paul dans Spirou. Il écrit le scénario dont il assume la réalisation graphique d'un premier récit de 4 planches intitulé : Victoire sur l'impossible publié respectivement dans le no 41 de l'édition belge  du journal ainsi que du no 422 de l'édition française. Il enchaîne avec le second récit intitulé Victoire sur le Cervin qui fait la couverture du no 45 de l'édition belge du journal ainsi que du no 426 de l'édition française. Il conte de manière ramassée en 4 planches, les exploits tragiques de l'alpiniste Edward Whymper sur le Cervin qui y perd 4 hommes. Ensuite, il réalise toujours seul Le Gentleman du pôle qui fait la couverture du 1er numéro de l'année 1957, sur le Commandant Charcot. Ses illustrations sont publiées de manière sporadique de 1957 à 1963. Ses deux dernières contributions sont des illustrations de nouvelles écrites par Yves Duval : Les Égouts de Stredlitz (1965) et Le Venin de la colère (1966) publiées uniquement dans l'édition française.

### L'Aventure des Belges
En 1957, Haché illustre une ambitieuse bande dessinée écrite par l'historien Georges-Henri Dumont : L'Aventure des Belges, publiée aux éditions bruxelloises De Visscher. Les éditions gantoises Daphnée se chargent de la traduction et éditent l'ouvrage België's wonderbare tocht la même année. La bande dessinée propose une histoire chronologique de la Belgique qui couvre la préhistoire à la fin des années 1950. À l'occasion opportune de la célébration du 150e anniversaire de l'indépendance de la Belgique en 1980, une version mise à jour et augmentée de L'Aventure des Belges est publiée sous le titre L'Aventure des Belges - De la préhistoire à nos jours par les Éditions Oyez en 1979. La partie graphique de la mise à jour est confiée à Yves Swolfs et Marc Hernu. Cet ouvrage connaît également une traduction en néerlandais België in beeld - Van prehistorie tot heden publié aux Éditions Baart.
L'ouvrage aborde plusieurs points clés de l'histoire nationale belge. Chaque sujet est traité sur une page , la vie des souverains faisant exception. Deux pages sont ainsi consacrées aux cinq premiers rois, le court règne du roi Baudouin, monté récemment sur le trône est développé quant à lui sur une page. Deux autres sujets reçoivent également un traitement plus long : l'indépendance du pays et le Congo belge.
Il en résulte que L'Aventure des Belges revêt une importance historique en tant que première bande dessinée racontant l'histoire de la Belgique. Le seul rapprochement possible dans le traitement du sujet était la collection « Nos Gloires » de Jean Schoonjans, illustrée par Jean-Léon Huens en 6 volumes destinés à la jeunesse des Éditions Historia, à la différence, qu'il s'agissait d'une collection d'une série de chromos à collectionner et à coller dans un livre avant de former un véritable récit chronologique. L'Aventure des Belges a ouvert la voie à des bandes dessinées historiques nationales similaires, comme Bruxelles Babel. Chronique illustrée de Bruxelles de Jean-Louis Lejeune et l'historien Michel Géoris en 1979 et les derniers en date les deux volumes Het Verhaal van Vlaanderen [« L'Histoire de la Flandre »], scénarisés par Harry De Paepe et dessinés par Frodo De Decker en 2023.

### Avec Michel Greg dansIMA
Avec le scénariste Greg, il crée la série Bob Francval et Djinn (1958) pour le périodique français IMA, l'ami des jeunes, dont deux courts récits sont réalisés. Un troisième récit intitulé Danger à vendre reste inachevé, dû à la cessation de la publication. Les histoires sont centrées sur Bob Francval, un agent spécial travaillant pour Interpol ainsi un jeune garçon hindou nommé Djinn. Bien que peu réussie et oubliée aujourd'hui, la série est traduite en néerlandais et publiée également dans le magazine de bande dessinée hollandais Sjors (nl). Bob Francval et Djinn s'est également avéré être un banc d'essai pour la série de bande dessinée policière ultérieures de Greg, Bernard Prince (1966), publiée dans Tintin et dessinée par Hermann. Greg a réutilisé la même trame, allant jusqu'au fait que Bernard Prince soit également inspecteur de police avec un jeune acolyte hindou nommé Djinn. Selon Henri Filippini dans le magazine dBD : « Les dessins, plutôt agréables mais loin d'atteindre la perfection d'un Hermann sont signés Louis Haché [...] »

### Illustrateur dans la collection «Marabout Junior»
En 1960, il retrouve Jean-Jacques Schellens, et il réalise les illustrations intérieures de quatre romans de littérature jeunesse dans la collection « Marabout Junior » de la maison d'édition verviétoise : Opération Zeebrugge (no 175) ; L'Étreinte du Kalahari (no 176) ; L'Aventure des profondeurs (no 177) et Tout vient du ciel (no 180).
Ensuite, il se consacre à la peinture. Il devient membre d'Uccle Centre d’Art, une association sans but lucratif en 1960.

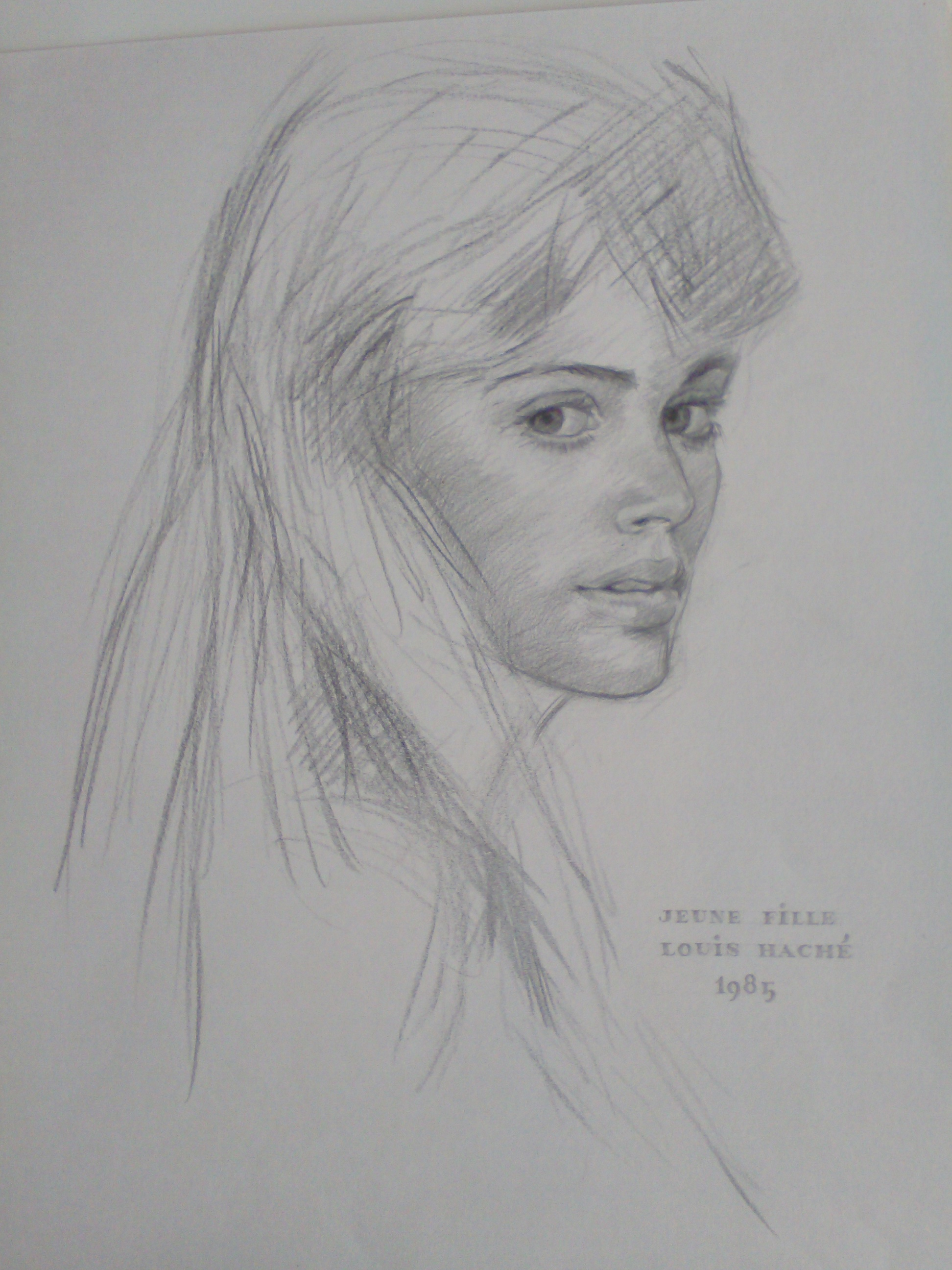

### Transition vers la peinture
À partir des années 1950, il intensifie sa production artistique personnelle. En 1952, plusieurs de ses gouaches sont acquises par l’État belge, et en 1953 et 1960, la Reine Elisabeth de Belgique enrichit sa collection avec des œuvres de l'artiste. Dans les années suivantes, il réalise des séries de cartes de vœux représentant Bruxelles et des scènes de la Nativité, et se tourne progressivement vers la peinture, domaine auquel il se consacre exclusivement dès 1974,,.

### Style et Influence artistique
Au cours de sa carrière, il explore plusieurs genres, privilégiant d'abord la gouache pour des portraits, notamment d'enfants, ainsi que des paysages marins. Son style évolue ensuite vers un réalisme poétique teinté de symbolisme et de fantastique, qu'il exprime à l'acrylique. Il travaille également le fusain et la sanguine pour des nus et des portraits. Ses œuvres témoignent d'une sensibilité marquée pour la poésie du quotidien et la profondeur de l’imaginaire.

### Expositions et Reconnaissance

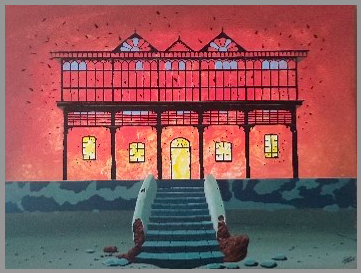

Dès 1946, l'artiste expose ses œuvres dans divers lieux culturels. En 1960, une exposition personnelle au Centre Culturel d'Uccle marque une étape importante de sa carrière.
Par la suite, il expose régulièrement, tant en Belgique qu’à l’international, notamment à Washington en 1982.
Ses expositions personnelles et collectives, tenues dans des galeries prestigieuses et divers centres culturels, témoignent de l’intérêt constant du public et des critiques pour son travail.
En 2025, plusieurs planches originales de Louis Haché ont intégré les collections du musée de la bande dessinnée à Bruxelles en Belgique.

### Dernières Années
En 1962, il s'installe à Linkebeek avec sa famille, où il résidera jusqu'à sa mort le 26 août 2013. Il est enterré au cimetière de Linkebeek où sa veuve le rejoint en 2019[4],[14].Tout au long de sa carrière, il publie également des ouvrages d’art, dont Louis Haché par Stéphane Rey en 1976, et participe à la réédition de L’Aventure des Belges en 1979. Son travail reste un précieux témoignage de l’art belge du XXe siècle, mêlant héritage artistique et modernité.Il meurt le 26 août 2013, il est enterré au cimetière de Linkebeek où sa veuve le rejoint en 2019,.

### Vie privée
Il était marié à Thérèse Debouck (1924-2019), une enseignante de l'enseignement secondaire à Notre-Dame des Champs à Uccle. Son père était le poète et romancier Désiré-Joseph d’Orbaix (nom de plume de Désiré-Joseph Debouck) et sa sœur la poétesse Marie-Claire d'Orbaix.

## Œuvre

### Peintures

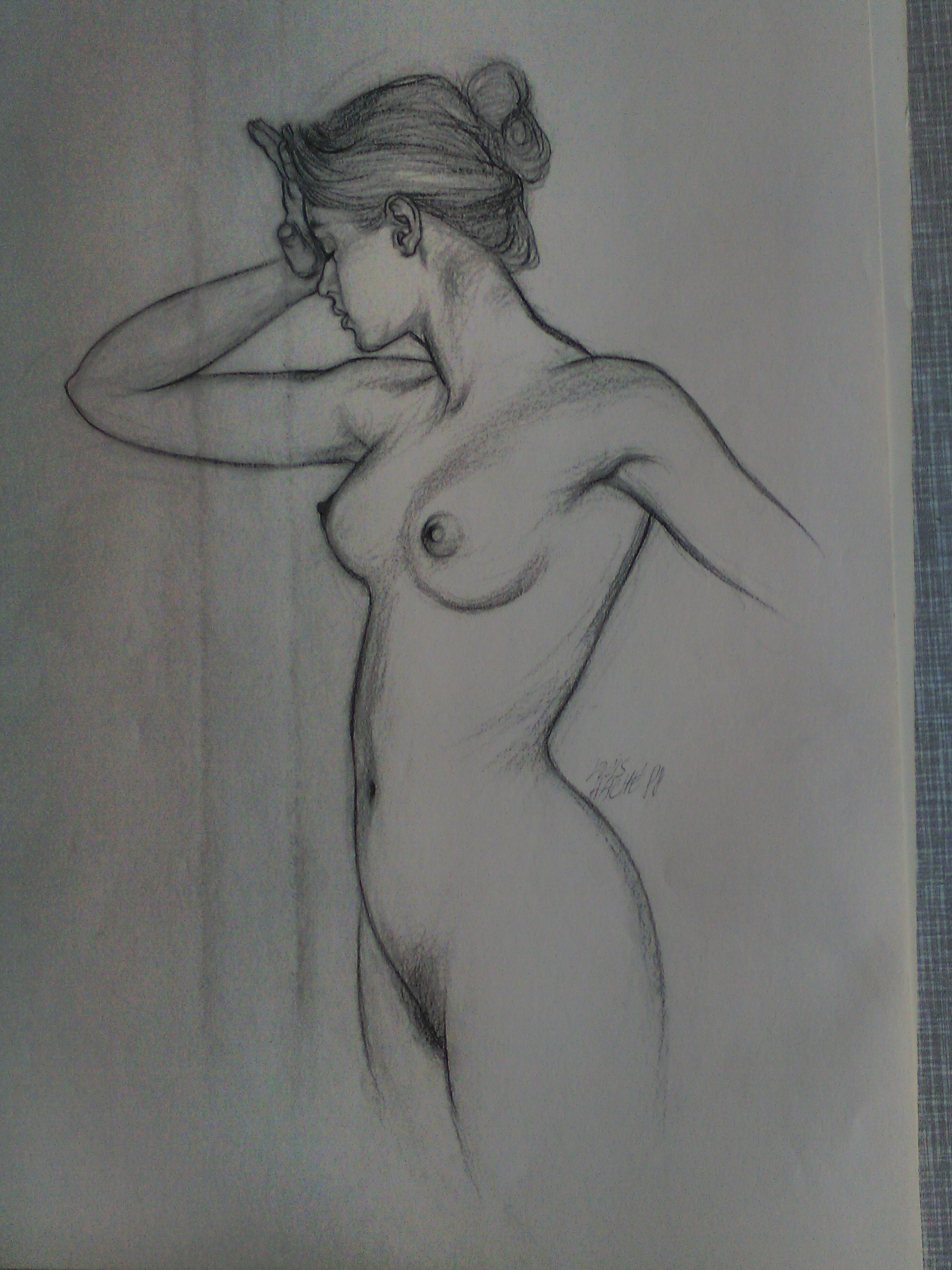

- Le Centre immobile[19], huile sur panneau d'unalit, signé en bas à droite Louis Haché, 93 × 137,5 cm, école belge ;
- L'Évidence secrète[17], huile sur panneau d'unalit, signé en bas à droite Louis Ha., 93 × 137,5 cm, école belge ;
- L'Or vivant[16], huile sur panneau d'unalit, signé en bas à droite Louis H, 60 × 80 cm, école belge ;
- L'École[14], huile sur panneau d'unalit, signé en bas à droite Louis Haché, 40 × 80 cm, école belge.
- La Cause et l'effet[20], huile sur panneau d'unalit, signé en bas à droite Louis H, 40 × 60 cm, école belge.
- L'Autre[Note 2],[21],[22], huile sur panneau d'unalit, signé, 40 × 50 cm, vendu par la Galerie moderne à Bruxelles, lot 326, le 24 janvier 2023.
- La Lumière[15],[22], huile sur panneau d'unalit, signé et daté 1987.

### Publications

#### Albums de bande dessinée
- L'Aventure des Belges[9], De Visscher, Bruxelles, 1957
Scénario : Georges-Henri Dumont - Dessin : Louis Haché - Couleurs : quadrichromie,Réédition augmentée en 1979 aux éditions Oyez.
- L'Aventure des Belges - de la préhistoire à nos jours[9], Oyez, 1979]
Scénario : Georges-Henri Dumont - Dessin : Louis Haché - Couleurs : quadrichromie,Édition augmentée avec 8 planches de Marc Hernu et Yves Swolfs et visuel de couverture différent.

#### Illustrations
- Opération Zeebrugge, Éditions Marabout, coll. « Marabout Junior », no 175, Verviers, 1960 ;
- L'Étreinte du Kalahari, Marabout, coll. « Marabout Junior », no 176, Verviers, 1960 ;
- L'Aventure des profondeurs, Marabout, coll. « Marabout Junior », no 177, Verviers, 1960 ;
- Tout vient du ciel, Marabout, coll. « Marabout Junior », no 180, Verviers, 1960.

#### Publications en revues et journaux

##### Feu sacré
- Perceval dès le no 1 de la 22e année en 1950 dans Feu sacré[5].

##### Bob FrancvaldansIMA
- Terreur sur le Pacifique[11], scénario : Greg, 30 planches du no 115 au 126
- Opération jeunes mariés[11], scénario : Greg, récit complet de 4 planches dans no 139
- Danger à vendre[11], histoire inachevée de 8 planches du no 153 au 156.

##### Uniquement dansTintinédition française
- Yves Duval, Louis Haché (ill.), Les Égouts de Stredlitz, nouvelle, Tintin no 876, 1965
- Yves Duval, Louis Haché (ill.), Le Venin de la colère[6], nouvelle, Tintin no 902, 1966.

## Expositions
1946
- Première exposition à « L’Art Jeune » où il remporte le prix « Art Jeune » pour la peinture.

1947 à 1960
- Activité dans le dessin publicitaire, illustration, bandes dessinées, cartes de vœux, tout en développant son travail personnel de peintre.

1960
- 3 au 12 janvier : Exposition personnelle au Centre Culturel d’Uccle (Bruxelles).

1961

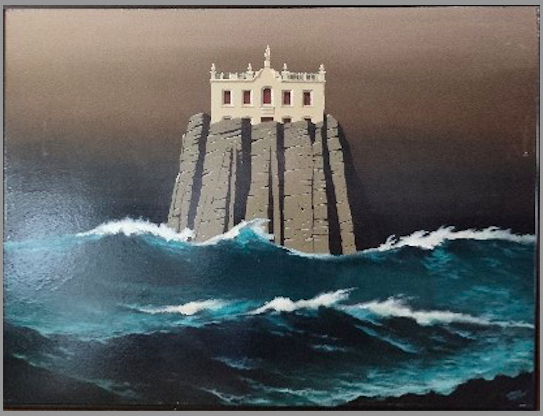

- 20 mai au 8 juin : Exposition collective au Centre Culturel d’Uccle (Bruxelles).
- 2 au 17 décembre : Exposition collective au Centre Culturel d’Uccle (Bruxelles).

1962
- 2 au 21 juin : Exposition collective au Centre Culturel d’Uccle (Bruxelles).

1964
- Novembre : Exposition personnelle à la Galerie Fonteyn (Leuven).

1974
- 5 au 30 juin : Exposition personnelle à la Ferme Rose, Uccle (Bruxelles).
- 17 juillet au 14 septembre : Exposition collective à la Galerie Marc (Marc di Bailly), Bruxelles.

1975
- 15 avril à une date indéterminée : Exposition personnelle au Brussels Europa Hotel (Bruxelles).
- 5 au 24 septembre : Exposition personnelle à la Ferme Rose, Uccle (Bruxelles).

1976
- 10 au 31 janvier : Exposition à la Galerie Orfé (Nivelles) avec sa fille Anne.
- 30 avril au 2 mai : Exposition collective à la Salle Mont-Saint-Gothard (Linkebeek).
- 16 septembre au 6 octobre : Exposition personnelle à la Galerie L’œil (Bruxelles).
- 20 novembre au 8 décembre : Exposition personnelle à la Galerie d’As (Wavre).
- 15 novembre au 15 décembre : Exposition personnelle à l’Auditorium Hamoir, BASF (Bruxelles).

1977
- 27 au 30 mai : Exposition collective à la Salle Mont-Saint-Gothard (Linkebeek).
- 25 juin au 15 juillet : Exposition collective (3 artistes) à la Galerie L’œil (Bruxelles).
- 6 au 23 octobre : Exposition collective « Arts 77 », Église Saint-André (Liège).
- 16 octobre au 3 novembre : Exposition personnelle à la Galerij Kaleidoskoop (Gent).
- 4 au 22 novembre : Exposition collective à la Galerie Antinéa (Hasselt).

1978
- 7 au 22 janvier : Exposition collective au Centre Culturel d’Uccle (Bruxelles).
- 11 au 31 mai : Exposition personnelle à la Galerie L’œil (Bruxelles).
- 8 au 23 juillet : Exposition collective (Godinne).
- 24 octobre au 23 décembre : Exposition (collective ou personnelle) à la Médiathèque du Passage 44 (Bruxelles).

1979
- 20 janvier au 2 février : Exposition collective au Centre Culturel d’Uccle (Bruxelles).
- 21 au 25 septembre : Exposition collective à la Ferme de Holleken (Linkebeek).
- 5 au 24 octobre : Exposition personnelle à la Galerie L’œil (Bruxelles).
- 6 au 21 octobre : Exposition collective à La Ferme Rose, Uccle (Bruxelles).
- 1 au 16 décembre : Exposition personnelle à la Galerie Le Miroir, Jette (Bruxelles).

1980
- 28 janvier au 28 février : Exposition personnelle au Royal Windsor Hotel (Bruxelles).
- Mars : Exposition collective à IBM, La Hulpe.
- 15 avril au 1 juin : Exposition collective « Le Monde des Gares » au Palais des Beaux-Arts (Bruxelles).
- 14 au 30 juin : Exposition collective au Centre Culturel d’Uccle (Bruxelles).
- 18 au 30 septembre : Exposition collective à la Galerie Jade (Bruxelles).
- 17 octobre au 5 novembre : Exposition personnelle à la Galerie L’œil (Bruxelles).
- 31 octobre au 3 novembre : Exposition collective à la Ferme de Holleken (Linkebeek).
- 14 au 22 novembre : Exposition collective au Collège Saint-Pierre, Uccle (Bruxelles).
- 22 novembre au 15 décembre : Exposition personnelle à la Galerie Agora (Knokke).

1981
- 17 mars au 4 avril : Exposition collective (2 artistes) au Bateau Lavoir (Liège).
- 26 septembre : Exposition collective au Cercle Ucclois de la Francité (Bruxelles).

1982
- 15 juillet au 18 août : Exposition personnelle au Royal Windsor Hotel (Bruxelles).
- 8 au 29 octobre : Exposition collective à l’Art Society of the IMF (Washington).
- 17 décembre 1982 au 13 janvier 1983 : Exposition collective avec Y. Coryn (Bruxelles).

1983
- 10 au 13 novembre : Exposition collective à la Ferme de Holleken (Linkebeek).

1984
- 28 septembre au 3 octobre : Exposition collective au Centre Culturel d’Uccle (Bruxelles).

1985
- 12 au 23 juillet : Exposition collective à La Vieille Ferme (Godinne).

1987
- 18 au 21 février : Exposition collective à l’École Notre-Dame des Champs, Uccle (Bruxelles).
- 11 au 14 juin : Exposition collective à la Ferme de Holleken (Linkebeek).

1989
- Dates non précisées : Exposition personnelle à la Ferme de Holleken (Linkebeek).

1990
- 1 au 10 juin : Exposition personnelle à la Ferme de Holleken (Linkebeek).

1992
- 1er décembre : Exposition collective « Le Botanique » (Bruxelles), dans le cadre de l’opération « Le sida, j’agis ».

1998
- Exposition personnelle à la Ferme de Holleken (Linkebeek).